# Šárka Grossová
Šárka Grossová, rozená Perlíková, později Bobysudová, (* 6. listopadu 1969 Praha) je česká podnikatelka a manželka bývalého předsedy vlády Stanislava Grosse.

## Život
Šárka Grossová vystudovala střední pedagogickou školu a začala pracovat jako učitelka v mateřské škole. Poté pracovala krátce v parlamentní restauraci v Poslanecké sněmovně, nejdříve jako servírka a později jako zástupkyně vedoucí. Zde se také seznámila se svým budoucím manželem Stanislavem Grossem, za kterého se provdala v roce 1996. Narodily se jim dvě dcery Denisa (* 1997)[zdroj?] a Natálie (* 2002).[zdroj?]
Po seznámení s Grossem začala podnikat, působila jako dealerka kosmetiky a čisticích prostředků americké značky Amway, kde se vypracovala na poměrně vysokou pozici. Spolupracovala také s hudební agenturou Františka Janečka GOJA, pro kterou zajišťovala sponzory. V souvislosti s touto aktivitou se v roce 2002 dostal do podezření na střet zájmů Stanislav Gross, který byl v té době ministrem vnitra ČR a vláda rozhodovala o privatizaci firem, které se na sponzorování podílely. Při spolupráci s Františkem Janečkem se seznámila s podnikatelkou Libuší Barkovou, která později ručila firmě Šárky Grossové Denna Production za nákup domu v hodnotě šesti miliónů. Vzhledem k dalším kontroverzním aktivitám Libuše Barkové, majitelce nevěstince Escade, však od projektu raději odstoupila. Právě kontakty Grossových s touto kontroverzní podnikatelkou byly jednou z možných příčin politického pádu jejího manžela.
Na začátku roku 2008 koupila Šárka Grossová luxusní apartmán za 735 000 USD (asi 11 milionů CZK) v Hidden Bay v Miami na Floridě ve Spojených státech. Podle některých médií si Grossovi apartmán pořídili z peněz získaných prodejem manželova podílu v Moravia Energo.

## Nadace
V lednu 2004 založila Nadační fond Diamant dětem. Aktivity této nadace se snížily na absolutní minimum po roce 2005. Jedním ze tří členů správní rady se stal hudebník Michal David, spolumajitel společnosti Cleopatra Musical, která v prvním roce působení fondu darovala 70 tisíc korun. Další dárce daroval nadaci půl milionu korun, v darovací smlouvě si však vymínil, že zůstane v anonymitě.